# Râul Prisaca, Cugir
Râul Prisaca este un curs de apă, afluent al Râului Mare. 